# Nunatak Sputnik
Nunatak Sputnik är en nunatak i Antarktis. Den ligger i Östantarktis. Australien gör anspråk på området. Toppen på Nunatak Sputnik är 1 610 meter över havet.
Terrängen runt Nunatak Sputnik är huvudsakligen lite kuperad. Trakten är obefolkad. Det finns inga samhällen i närheten.